# پارس ویدیو
پارس ویدیو یک شرکت ضبط و انتشارات موسیقی در آمریکا است. امیر کعبه‌ای و منوچهر بی‌بی‌یان در دوران پس از انقلاب ۱۳۵۷ به منظور بازسازی توان و استعدادهای هنرمندان، فعالیت تجاری و گسترش موسیقی ایرانی در خارج از ایران، در سال ۱۹۸۰ شرکت پارس ویدیو را بنیان گذاشتند. راه‌اندازی پارس ویدیو و سپس شبکهٔ تلویزیون جام جم توانست برای هنرمندان ایرانی خارج از ایران که زیر فشار اقتصادی بودند درآمدی فراهم کند.

## هنرمندان
- آرتوش هاریتونیان
- ابی
- افشین
- اندی
- جهان قشقایی
- حسن شماعی‌زاده
- حمیرا
- داریوش
- داوود بهبودی
- دلکش
- عباس قادری
- ستار
- سوزان روشن
- سیاوش قمیشی
- شاهرخ
- شهرام کاشانی
- شهرام صولتی
- شهره
- عارف
- غلامحسین بنان
- فرزین
- فرشید امین
- فریدون فرخزاد
- گوگوش
- لیلا فروهر
- مارتیک
- مازیار
- مرضیه
- معین
- مهستی
- ناهید
- ویگن
- هایده